# Đớp ruồi đầu xám
Đớp ruồi đầu xám (danh pháp hai phần: Culicicapa ceylonensis) là một loài chim trong họ Stenostiridae.

## Hình ảnh

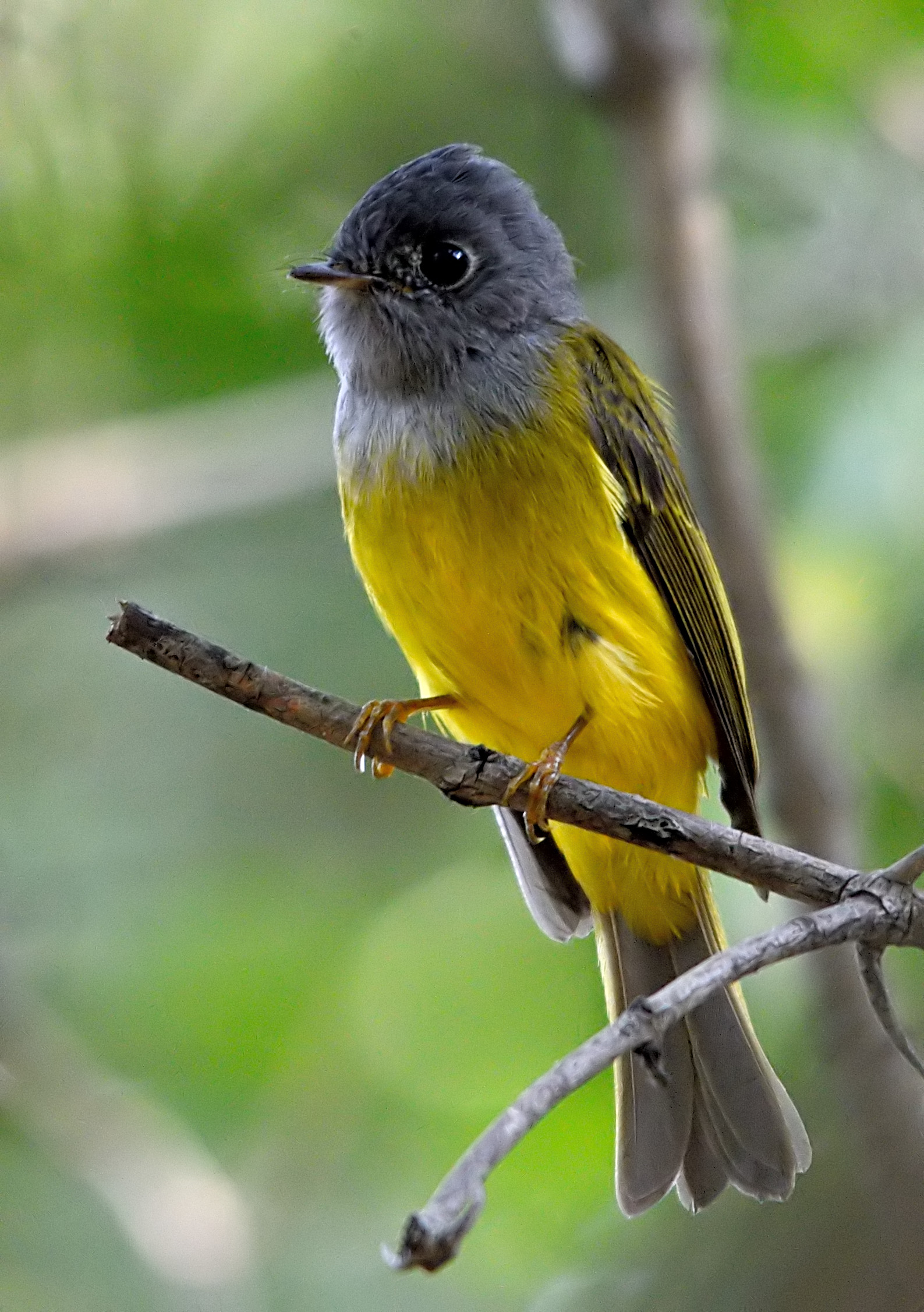
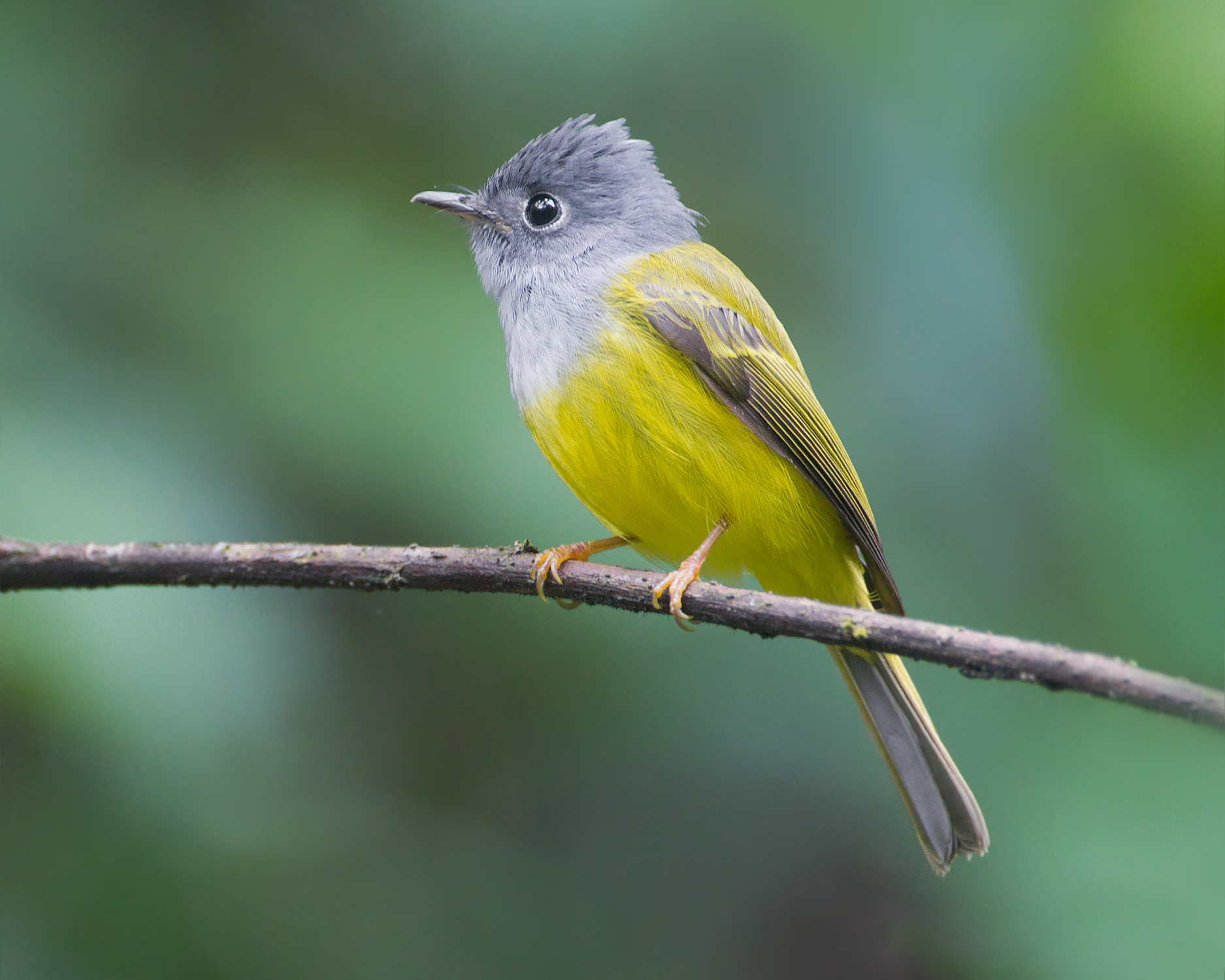
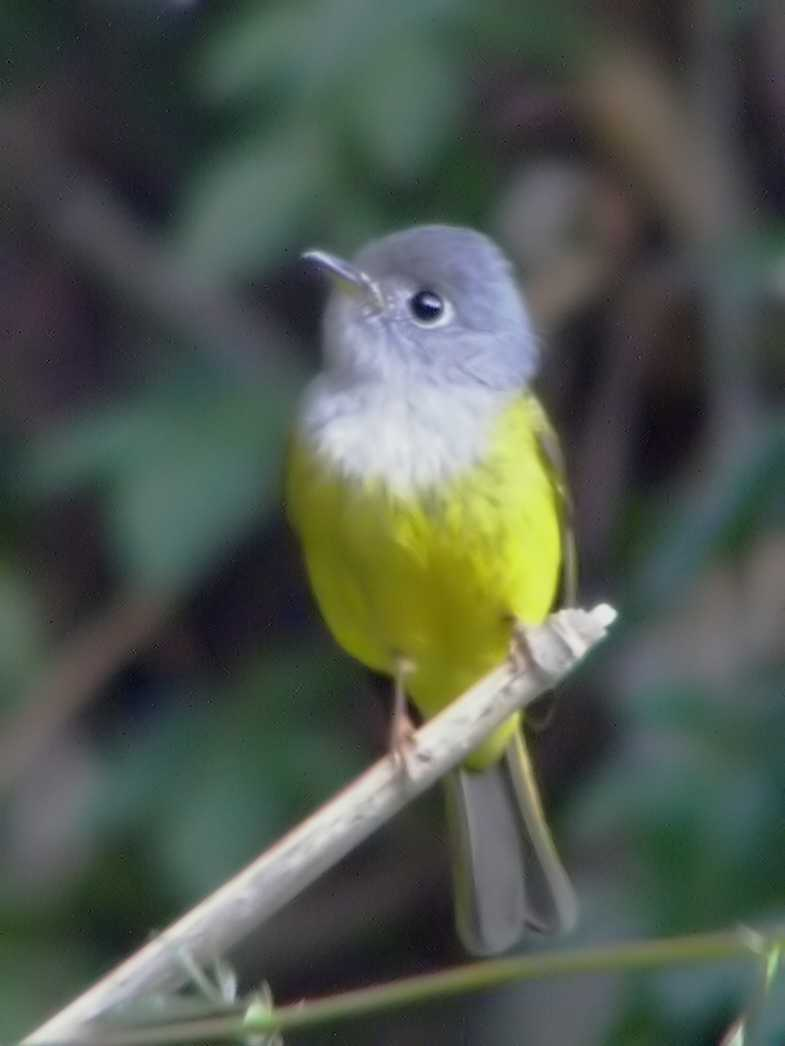

## Tham khảo

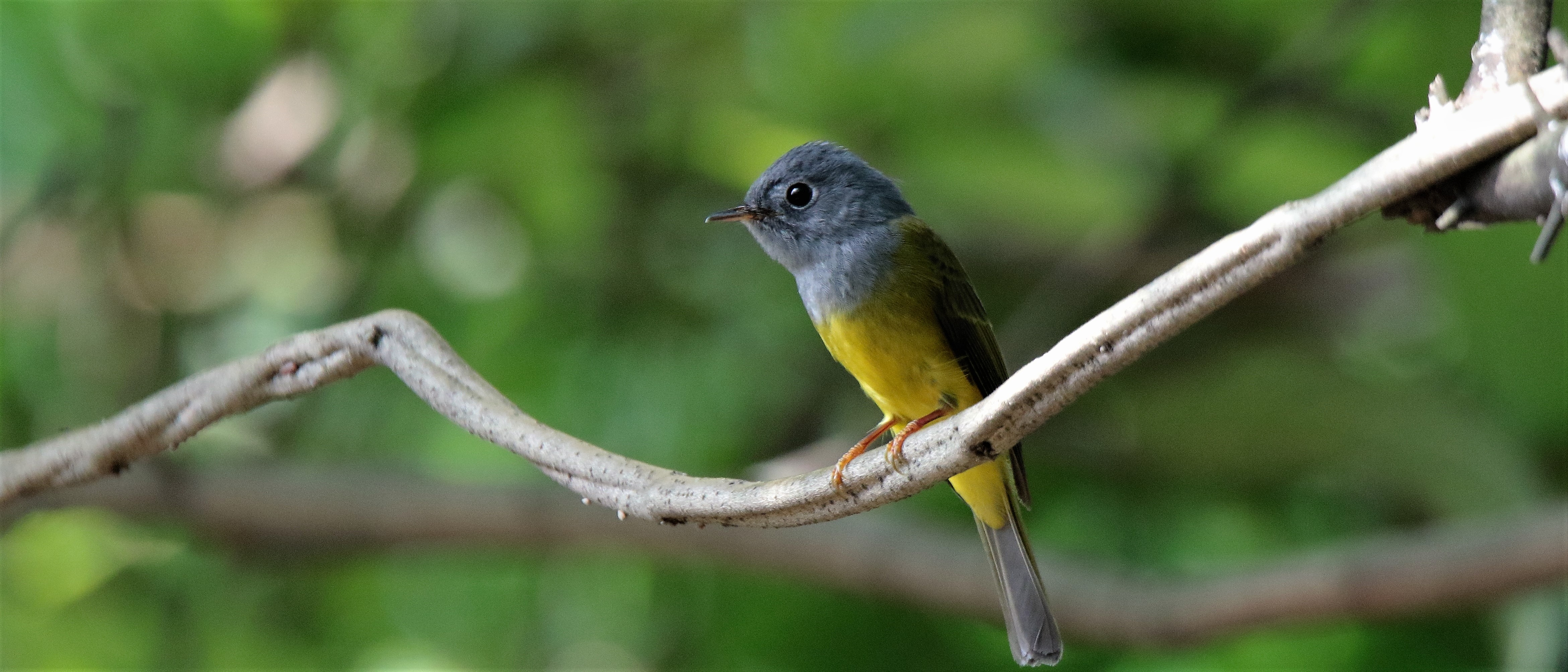
Đớp ruồi đầu xám